# Kastelburg
El Kastelburg es la ruina de un castillo cerca de Waldkirch en el distrito de Emmendingen en Baden-Wurtemberg, Alemania.